# Формула-1 — Гран-прі Австралії 2023
Гран-прі Австралії 2023 року (офіційно — Formula 1 Rolex Australian Grand Prix 2023)  — автоперегони чемпіонату світу з Формули-1, які відбудулися 2 квітня 2023 року. Гонка буде проведена на трасі Альберт-Парк у Мельбурні (штат Вікторія, Австралія). Це третій етап чемпіонату світу і вісімдесят шосте Гран-прі Австралії в історії.
Переможцем гонки став нідерландець Макс Ферстаппен (Ред Булл - RBPT). Друге місце посів Льюїс Гамільтон Мерседес, а на 3-му місці фінішував Фернандо Алонсо (Астон Мартін - Мерседес).
Переможець гонки 2022 року Шарль Леклер, який у сезоні 2022 виступав за команду Феррарі  не зміг фінішувати через зіткнення на першому ж колі гонки.

## Передісторія
Захід проходитиметься у період з 31 березня по 2 квітня 2023 року. Це третій раунд Чемпіонату світу Формули-1 2023 року.

### Зміни траси
Після реконструкції в 2021 року траси Альберт-Парк і зміни  повороту 9-10 була запропонована четверта зона DRS, яку встановили між поворотами 8 і 9. Після першого дня практики під час вікенду Гран-прі Австралії 2022 року, нова зона DRS була списана через проблеми з безпекою, висловлені деякими гонщиками.  Керівник Гран-прі Ендрю Вестакотт сказав мельбурнському Herald Sun, що зона DRS буде перероблена після отримання позитивних відгуків від FIA та Формули-1. У порівнянні з попереднім змінами, коли спочатку було додано чотири зони DRS, перша точка виявлення DRS була перенесена далі назад, розташовуючись на 40 метрів після 6 повороту. В результаті перша точка активації DRS була перенесена далі назад, розташовуючись на 130 метрів після 11 повороту.

## Розклад (UTC+2)
| Дата            | Подія           | Час           |
| --------------- | --------------- | ------------- |
| 31 березня 2023 | Вільний заїзд 1 | 04:30 - 05:30 |
| 31 березня 2023 | Вільний заїзд 2 | 08:00 - 09:00 |
| 1 квітня 2023   | Вільний заїзд 3 | 04:30 - 05:30 |
| 1 квітня 2023   | Кваліфікація    | 08:00 - 09:00 |
| 2 квітня 2023   | Гонка           | 08:00         |
| Джерело:        |                 |               |

## Положення у чемпіонаті перед гонкою
| Місце   | Пілот               | Очки |
| ------- | ------------------- | ---- |
| 1       | Макс Ферстаппен     | 44   |
| 2       | Серхіо Перес        | 43   |
| 3       | Фернандо Алонсо     | 30   |
| 4       | Карлос Сайнс (мол.) | 20   |
| 5       | Льюїс Гамільтон     | 20   |
| Джерело |                     |      |

| Місце   | Конструктор             | Очки |
| ------- | ----------------------- | ---- |
| 1       | Ред Булл - RBPT         | 87   |
| 2       | Астон Мартін - Мерседес | 38   |
| 3       | Мерседес                | 38   |
| 4       | Феррарі                 | 26   |
| 5       | Альпін                  | 8    |
| Джерело |                         |      |

## Шини
Під час гран-прі було дозволено використовувати 3 типи шин Pirelli: hard, medium і soft.
| Hard | Medium | Soft |
| ---- | ------ | ---- |

## Вільні заїзди
| Сесія | Лідер           | Конструктор             | Ш | Час      | Джерело |
| ----- | --------------- | ----------------------- | - | -------- | ------- |
| 1     | Макс Ферстаппен | Ред Булл - RBPT         | P | 1:18.790 | [ 10 ]  |
| 2     | Фернандо Алонсо | Астон Мартін - Мерседес | P | 1:18.887 | [ 11 ]  |
| 3     | Макс Ферстаппен | Ред Булл - RBPT         | P | 1:17.565 | [ 12 ]  |

## Кваліфікація
Кваліфікація відбулася 1 квітня 2023 року о 16:00 за місцевим часом (UTC+11).

### Коротко про кваліфікацію
У першому сегменті Серхіо Перес з'їхав з траси в результаті технічної проблеми, спричинивши червоний прапор після того, як він застряг у гравію. Він не зміг встановити час і згодом разом з Оскаром Піастрі, Чжоу Гуаньюй, Логаном Сарджентом і Вальттером Боттасом вибуває не потрапляє в другий сегмент кваліфікації. Під час другої сесії в гравій зійшов Ландо Норріс, який кваліфікувався тринадцятим, хоча зміг знову приєднатися до траси; він приєднався до Естебана Окона, Юкі Цуноди, Кевіна Магнуссена і Ніка де Вріса, вибувши на другому відрізку. На третій сесії Макс Ферстаппен повідомив про незначні проблеми зі своїм автомобілем, в підсумку зайнявши поул-позицію, а Джордж Рассел посів друге місце попереду свого товариша по команді Льюїса Гемілтона. Шарль Леклер, який кваліфікувався сьомим, розкритикував власне водіння, заявивши: "Мене на цьому не було. Я погано їхав. Я не зібрав все коло разом, так що це була моя помилка."

#### Результати
| Місце    | №  | Пілот               | Конструктор             | Частина 1 | Частина 2 | Частина 3 | Старт     |
| -------- | -- | ------------------- | ----------------------- | --------- | --------- | --------- | --------- |
| 1        | 1  | Макс Ферстаппен     | Ред Булл - RBPT         | 1:17.384  | 1:17.056  | 1:16.732  | 1         |
| 2        | 63 | Джордж Рассел       | Мерседес                | 1:17.654  | 1:17.513  | 1:16.968  | 2         |
| 3        | 44 | Льюїс Гамільтон     | Мерседес                | 1:17.689  | 1:17.551  | 1:17.104  | 3         |
| 4        | 14 | Фернандо Алонсо     | Астон Мартін - Мерседес | 1:17.832  | 1:17.283  | 1:17.139  | 4         |
| 5        | 55 | Карлос Сайнс (мол.) | Феррарі                 | 1:17.928  | 1:17.349  | 1:17.270  | 5         |
| 6        | 18 | Ленс Стролл         | Астон Мартін - Мерседес | 1:17.873  | 1:17.616  | 1:17.308  | 6         |
| 7        | 16 | Шарль Леклер        | Феррарі                 | 1:18.218  | 1:17.390  | 1:17.369  | 7         |
| 8        | 23 | Александр Албон     | Вільямс - Мерседес      | 1:17.962  | 1:17.761  | 1:17.609  | 8         |
| 9        | 10 | П'єр Гаслі          | Альпін - Рено           | 1:18.312  | 1:17.574  | 1:17.675  | 9         |
| 10       | 27 | Ніко Гюлькенберг    | Хаас - Феррарі          | 1:18.029  | 1:17.412  | 1:17.735  | 10        |
|          |    |                     |                         |           |           |           |           |
| 11       | 31 | Естебан Окон        | Альпін - Рено           | 1:17.770  | 1:17.768  |           | 11        |
| 12       | 22 | Юкі Цунода          | Альфа Таурі - RBPT      | 1:18.471  | 1:18.099  |           | 12        |
| 13       | 4  | Ландо Норріс        | Макларен - Мерседес     | 1:18.243  | 1:18.119  |           | 13        |
| 14       | 20 | Кевін Магнуссен     | Хаас - Феррарі          | 1:18.159  | 1:18.129  |           | 14        |
| 15       | 21 | Нік де Вріс         | Альфа Таурі - RBPT      | 1:18.450  | 1:18.335  |           | 15        |
|          |    |                     |                         |           |           |           |           |
| 16       | 81 | Оскар Піастрі       | Макларен - Мерседес     | 1:18.517  |           |           | 16        |
| 17       | 24 | Чжоу Гуаньюй        | Альфа Ромео - Феррарі   | 1:18.540  |           |           | 17        |
| 18       | 2  | Логан Сарджент      | Вільямс - Мерседес      | 1:18.557  |           |           | 18        |
| 19       | 77 | Вальттері Боттас    | Альфа Ромео - Феррарі   | 1:18.714  |           |           | Піт-лейн1 |
|          |    |                     |                         |           |           |           |           |
| -        | 11 | Серхіо Перес        | Ред Булл - RBPT         | Без часу  |           |           | Піт-лейн2 |
| Джерело: |    |                     |                         |           |           |           |           |

Notes
- ↑  – Вальттері Боттас зайняв 19 позицію, проте був змушений почати гонку з піт-лейну, оскільки налаштування підвіски було змінено, коли автомобіль був у закритому парку.
- ↑  – Серхіо Перес не вдалося встановити час протягом Q1. Йому було дозволено брати участь на розсуд стюардів.

## Гонка
Гонка відбудеться 2 квітня 2023 року о 15:00 за місцевим часом (UTC+10).

### Коротко про гонку
Джордж Рассел обігнав Макса Ферстаппена, який знаходився у першому ряду, Гамільтон також обігнав його далі. Шарль Леклер закрутився в гравій на третьому повороті після контакту з Ленсом Строллом, в результаті чого Леклерк вийшов з гонки і на трасу виїхав автомобіль безпеки.
Гонка відновилася на 4 колі. Через три кола, на 7 колі, Александр Албон втратив контроль над своєю машиною і сильно розбився на сьомому повороті, в результаті чого машина безпеки знову з'явилася; Рассел змінив шини на свіжі hard, дозволивши своєму партнеру по команді Льюїсу Гемілтону перейняти лідерство. Карлос Сайнс-молодший наслідував його приклад через кілька хвилин. Гонка була під червоним прапором, щоб дозволити маршалам очистити уламки, залишені автомобілем і гравієм Албона, які були розкидані на трасі. Оскільки Рассел і Сайнс щойно змінили шини в період автомобіля безпеки, це означало, що вони сильно прорахувалися, оскільки суперники змогли змінити шини під час зупинки. 
Гемілтон зберіг лідерство на другому перезапуску, але незабаром втратив перевагу в 9-му повороті, коли Ферстаппен обігнав його з DRS. Рассел обігнав П'єра Гаслі четвертим на 14-му колі, а Сайнс на наступному колі обігнав Ленса Стролла. На 18-му колі загорівся енергоблок Рассела, що спричинило перше механічне завершення сезону Mercedes і спричинило короткий період віртуальної безпеки автомобіля. Ферстаппен буде вести гонку комфортно, незважаючи на короткий момент на 46-му колі, де він зануриться в траву. Йому вдалося відновитися і зберегти лідерство, незважаючи на програш декількох секунд. До завершальних етапів гонки Ферстаппен лідирував понад десять секунд над Гамільтоном. Гонка знову була під червоним прапором на 55 колі після того, як праве заднє колесо Кевіна Магнуссена доторкнулося зі стіною на другому повороті, пошкодивши задню підвіску і змусивши шину від'єднатися.
Гонка була знову відновлена, Ферстаппен зберіг лідерство. Коли машини досягли першого повороту, Сайнс штовхнув Фернандо Алонсо в спін, Alpine Гаслі і Естебан Окон закінчили свої гонки в стіні після важкого зіткнення, а Нік де Вріс і Логан Сарджент опинилися в гравії і поза гонкою; Стролл, незважаючи на те, що також наїхав на гравця, вдалося відновити контроль над своєю машиною і продовжив гонку. Гонка втретє була під червоним прапором.
Маршали перезапустили гонку на останньому колі в порядку попереднього старту, без урахуванням машин, які вибули, оскільки машини ще не досягли першої лінії часу. Гонка відновилася за допомогою прокатного старту в кінці 58-го кола, що збіглося з шаховим прапором, що показувався на фініші; Макс Ферстаппен виграв свій перший Гран-прі Австралії попереду Хемілтона і Алонсо; Перес фінішував п'ятим після піт-лейн-старту. Оскар Піастрі завершив свою домашню гонку на восьмому місці. AlphaTauri набрали свої перші очки в сезоні завдяки фінішу Юкі Цунода на 10 місці. Льюїс Гемілтон здобув свій перший подіум у році.

#### Результати
| Місце                                                               | №  | Пілот               | Конструктор             | Кола | Час/причина сходу | Старт | Очки |
| ------------------------------------------------------------------- | -- | ------------------- | ----------------------- | ---- | ----------------- | ----- | ---- |
| 1                                                                   | 1  | Макс Ферстаппен     | Ред Булл - RBPT         | 58   | 2:32:38.371       | 1     | 25   |
| 2                                                                   | 44 | Льюїс Гамільтон     | Мерседес                | 58   | +0.179            | 3     | 18   |
| 3                                                                   | 14 | Фернандо Алонсо     | Астон Мартін - Мерседес | 58   | +0.769            | 4     | 15   |
| 4                                                                   | 18 | Ленс Стролл         | Астон Мартін - Мерседес | 58   | +3.082            | 6     | 12   |
| 5                                                                   | 11 | Серхіо Перес        | Ред Булл - RBPT         | 58   | +3.320            | 20    | 111  |
| 6                                                                   | 4  | Ландо Норріс        | Макларен - Мерседес     | 58   | +3.701            | 13    | 8    |
| 7                                                                   | 27 | Ніко Гюлькенберг    | Хаас - Феррарі          | 58   | +4.939            | 10    | 6    |
| 8                                                                   | 81 | Оскар Піастрі       | Макларен - Мерседес     | 58   | +5.382            | 16    | 4    |
| 9                                                                   | 24 | Чжоу Гуаньюй        | Альфа Ромео - Феррарі   | 58   | +5.713            | 17    | 1    |
| 10                                                                  | 22 | Юкі Цунода          | Альфа Таурі - RBPT      | 58   | +6.052            | 12    | 2    |
| 11                                                                  | 77 | Вальттері Боттас    | Альфа Ромео - Феррарі   | 58   | +6.513            | 19    |      |
| 12                                                                  | 55 | Карлос Сайнс (мол.) | Феррарі                 | 58   | +6.594            | 5     |      |
| Схід                                                                | 31 | Естебан Окон        | Альпін - Рено           | 56   | Аварія            | 11    |      |
| Cхід                                                                | 10 | П'єр Гаслі          | Альпін - Рено           | 56   | Аварія            | 9     |      |
| Схід                                                                | 21 | Нік де Фріс         | Альфа Таурі - RBPT      | 56   | Аварія            | 15    |      |
| Схід                                                                | 2  | Логан Сарджент      | Вільямс - Мерседес      | 56   | Аварія            | 18    |      |
| Схід                                                                | 20 | Кевін Магнуссен     | Хаас - Феррарі          | 52   | Підвіска          | 10    |      |
| Схід                                                                | 63 | Джордж Рассел       | Мерседес                | 17   | Двигун            | 2     |      |
| Схід                                                                | 23 | Александр Албон     | Вільямс - Мерседес      | 6    | Аварія            | 8     |      |
| Схід                                                                | 16 | Шарль Леклер        | Феррарі                 | 0    | Виліт з траси     | 7     |      |
| Найшвидше коло: Серхіо Перес (Ред Булл - RBPT) – 1:20.235 (53 коло) |    |                     |                         |      |                   |       |      |
| Джерело:                                                            |    |                     |                         |      |                   |       |      |

Notes
- ↑  – Бал за швидше коло.

## Положення у чемпіонаті після гонки
| Місце   | Пілот               | Очки |
| ------- | ------------------- | ---- |
| 1       | Макс Ферстаппен     | 69   |
| 2       | Серхіо Перес        | 54   |
| 3       | Фернандо Алонсо     | 45   |
| 4       | Льюїс Гамільтон     | 38   |
| 5       | Карлос Сайнс (мол.) | 20   |
| Джерело |                     |      |

| Місце   | Конструктор             | Очки |
| ------- | ----------------------- | ---- |
| 1       | Ред Булл - RBPT         | 123  |
| 2       | Астон Мартін - Мерседес | 65   |
| 3       | Мерседес                | 56   |
| 4       | Феррарі                 | 26   |
| 5       | Макларен - Мерседес     | 12   |
| Джерело |                         |      |